# Elophos insignata
Elophos insignata là một loài bướm đêm trong họ Geometridae.